# Franz Karl Achard
Franz Karl Achard (Berlim, 28 de abril de 1753 — Wołów, 20 de abril de 1821) foi um químico alemão que, pela primeira vez, extraiu açúcar de beterraba.
Escreveu o Tratado Completo Sobre o Açúcar de Beterraba Europeu.